# Atractodes gravidus
Atractodes gravidus är en stekelart som beskrevs av Johann Ludwig Christian Gravenhorst 1829. Atractodes gravidus ingår i släktet Atractodes och familjen brokparasitsteklar. Arten är reproducerande i Sverige. Inga underarter finns listade.